# At Mister Kelly's
Albums de Sarah Vaughan
In the Land of Hi-Fi
(1955) Swingin' Easy
(1958)
At Mister Kelly's est un album de Sarah Vaughan sorti en 1958, enregistré en public au Mister Kelly's, un club de jazz de Chicago.

## L'album
L'album est cité dans l'ouvrage de référence de Robert Dimery Les 1001 albums qu'il faut avoir écoutés dans sa vie.

### Titres
1. September in the Rain (en) (Al Dubin, Harry Warren) (3:30)
2. Willow Weep for Me (en) (Ann Ronell) (5:16)
3. Just One of Those Things (Cole Porter) (3:18)
4. Be Anything (But Be Mine) (en) (Irving Gordon) (4:50)
5. Thou Swell (en) (Lorenz Hart, Richard Rodgers) (2:44)
6. Stairway to the Stars (en) (Matty Malneck, Mitchell Parish, Frank Signorelli) (5:06)
7. Honeysuckle Rose (Andy Razaf, Fats Waller) (3:39)
8. Just a Gigolo (Julius Brammer, Irving Caesar, Leonello Casucci) (4:10)
9. How High the Moon (Nancy Hamilton, Morgan Lewis) (4:27)
10. Dream (en) (Johnny Mercer) (3:38)
11. I'm Gonna Sit Right Down (And Write Myself a Letter) (en) (Fred E. Ahlert, Joe Young) (2:30)
12. It's Got to Be Love (Rodgers, Hart) (5:13)
13. Alone (en) (Nacio Herb Brown, Arthur Freed) (2:29)
14. If This Isn't Love (en) (Yip Harburg, Burton Lane) (2:25)
15. Embraceable You (George Gershwin, Ira Gershwin) (2:47)
16. Lucky in Love (Lew Brown, Buddy DeSylva, Ray Henderson) (2:10)
17. Dancing in the Dark (en) (Howard Dietz, Arthur Schwartz) (3:36)
18. Poor Butterfly (en) (John Golden, Raymond Hubbell) (4:45)
19. Sometimes I'm Happy (en) (Irving Caesar, Vincent Youmans) (2:00)
20. I Cover the Waterfront (Johnny Green, Edward Heyman) (4:07)

### Musiciens
- Sarah Vaughan : chant
- Jimmy Jones : piano
- Richard Davis : contrebasse
- Roy Haynes : batterie